# Стоян Пандура
Стоян (Стефан) Костов (Пандура) е български революционер и опълченец.

## Биография
Роден е в град Тетевен. Сподвижник на Васил Левски деец на ВРО. Член на Тетевенския частен революционен комитет. В личния бележник на Васил Левски е записан под № 134 – Стоян Костов (Стоян войвода, Стоян Пандур войводата, Пандурина Стоян-член на ЧРК-Тетевен). Участник в Арабаконашкия обир. Арестуван и осъден на 7 години заточение в Аргана Мадени.
Успява да избяга и се установява в Русия. По време на Руско-турска война (1877-1878) е в състава на Българското опълчение. Зачислен е на 1 май 1877 година в VI опълченска дружина, IV рота. На 12 юни, преди ротата да бъде оставена за кадър в Свищов, е преведен в I рота. От 28 ноември до 23 декември 1877 г. е в самоотлъчка. На 23 юни 1878 г. е даден под съд за кражба.